# Basilika St. Sebastian (Rio de Janeiro)

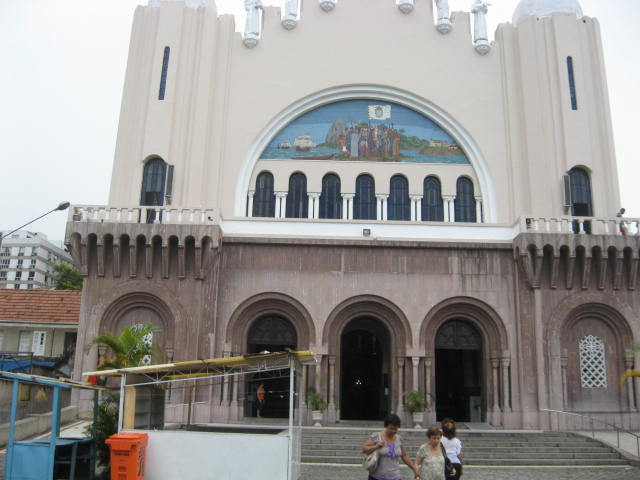
Basilika St. Sebastian

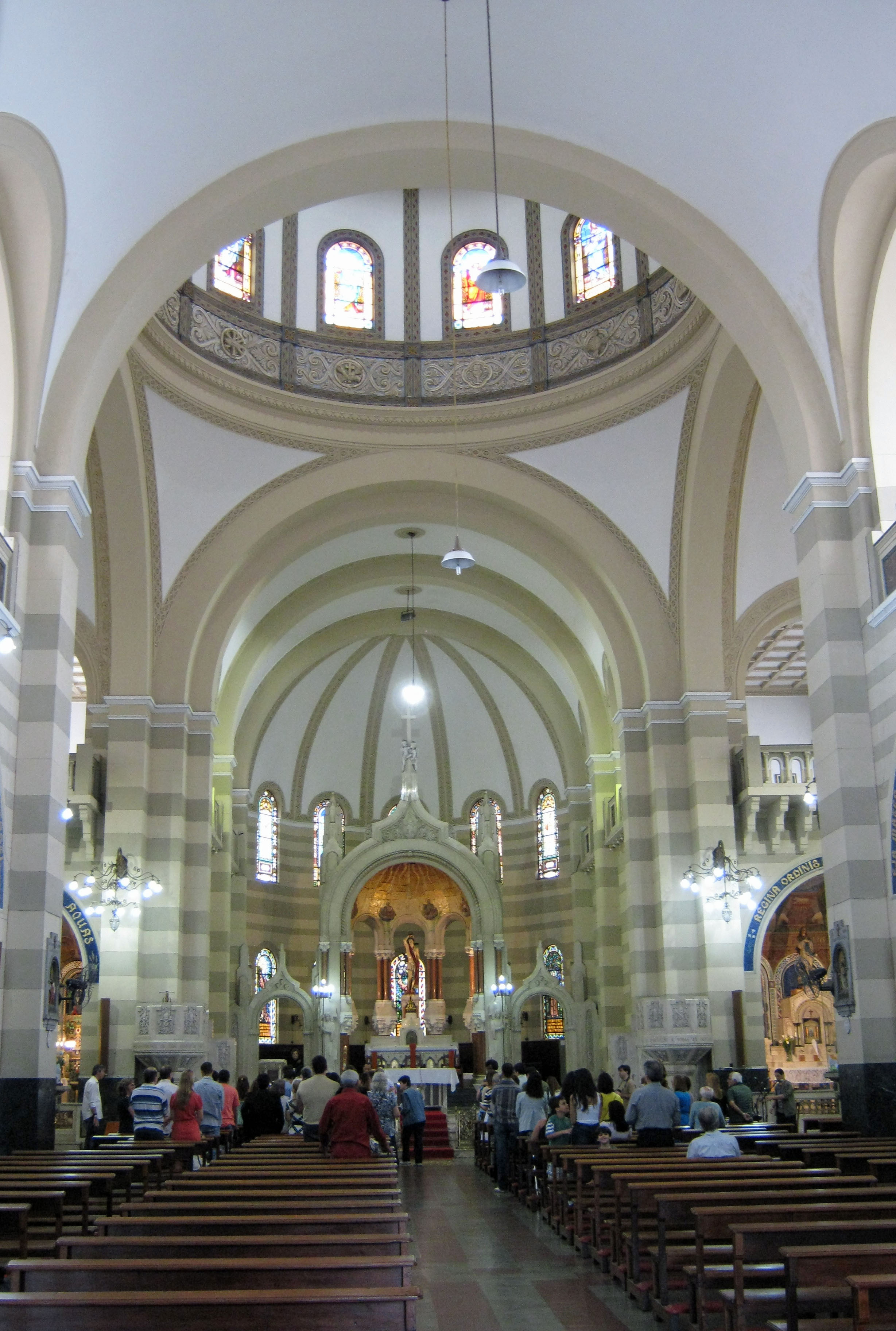
Innenraum

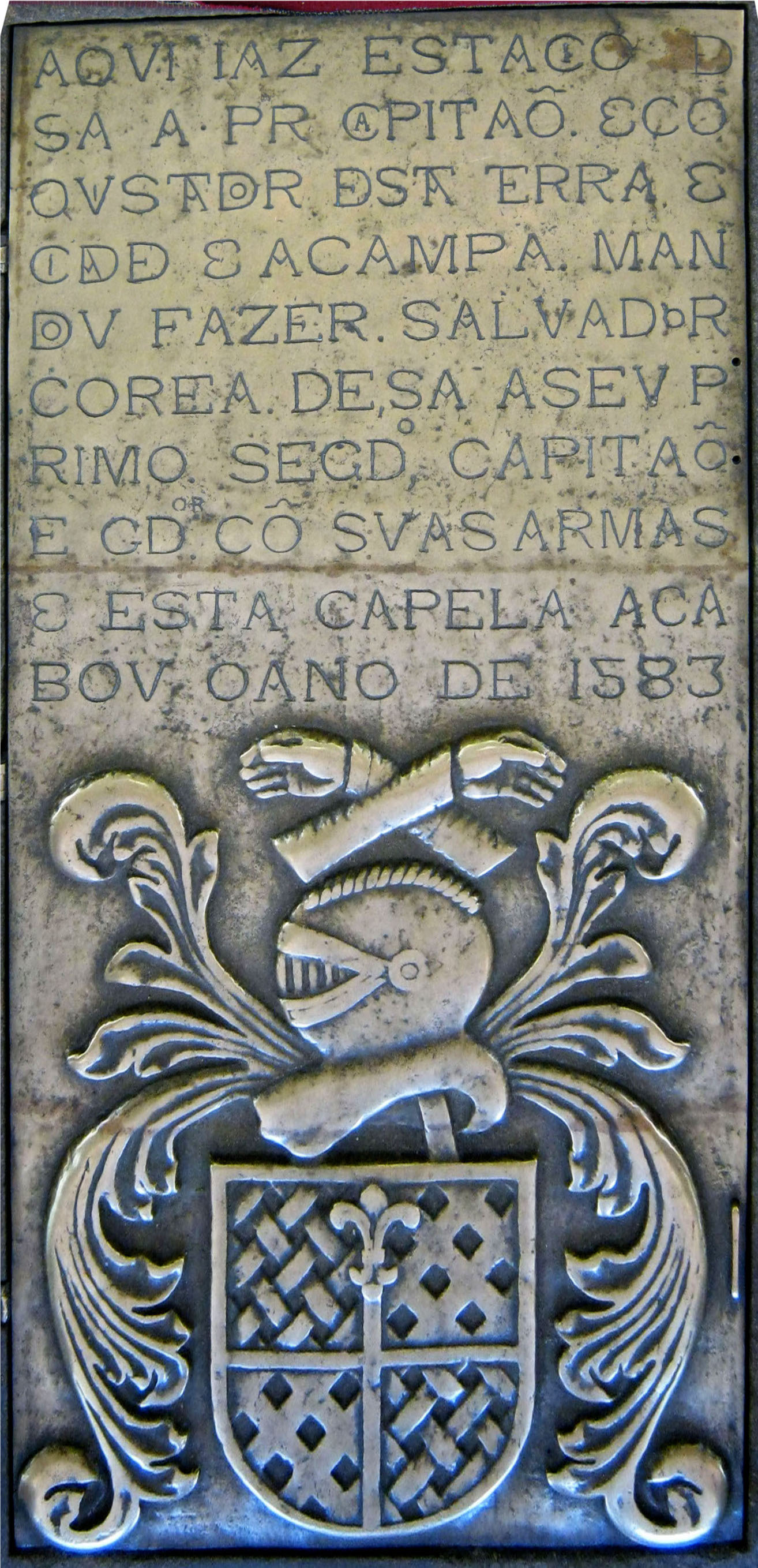
Grabstein von Estácio de Sá

Die Basilika St. Sebastian (portugiesisch Basilica Matriz de São Sebastião) ist eine römisch-katholische Kirche im Stadtteil Tijuca von Rio de Janeiro im Brasilien. Die Pfarrkirche des Erzbistums São Sebastião do Rio de Janeiro mit dem Titel einer Basilica minor ist dem Stadtpatron von São Sebastião do Rio de Janeiro, dem heiligen Sebastian gewidmet. Die Kirche wurde nach dem Abriss der zentral gelegenen Vorgängerkirche aus dem 16. Jahrhundert an heutiger Stelle im 20. Jahrhundert im Stil des Historismus neu errichtet.

## Geschichte
Ursprünglich befand sich die Kirche São Sebastião do Rio de Janeiro seit der Stadtgründung auf dem Morro do Castelo im Zentrum der Stadt. Die Kirche wurde 1567 im Anschluss an die Stadtgründung der Portugiesen erbaut, der Stadtgründer Estácio de Sá wurde hier in einer 1583 errichteten Kapelle beigesetzt. Ab 1842 betreuten die Kapuziner die Kirche. Die historische Kirche wurde zusammen mit anderen wichtigen Gebäuden zerstört, als der Hügel im Jahr 1922 abgetragen wurde. Der Hügel war auch die Heimat der Kapuzinerbrüder, die sich 1840 dauerhaft in Rio de Janeiro niederließen. Nach dem Abriss mussten die Brüder in ein Gebäude im Viertel Tijuca umziehen.
Die neue Sebastiankirche der Kapuzinerbrüder wurde ab 1928 gebaut und am 15. August 1931 geweiht. Am 9. Januar 1947 wurde die Kirche von Kardinal Erzbischof Jaime de Barros Câmara zur Pfarrei São Sebastião do Antigo Castelo erhoben. 2015 verlieh Papst Franziskus der Kirche den Titel einer Basilica minor.

## Beschreibung
Die Kirche im neobyzantinischen Stil mit neoromanischen Anklängen erhielt eine Vierungskuppel auf einem Tambour, der Glockenturm erhebt sich rechts neben dem Chor. Das Innere der dreischiffigen Kirche ist reich verziert mit Buntglasfenstern, Mosaiken und farbigem Marmor, inspiriert durch den erneuernden Stil der Beuroner Kunstschule. Zwischen 1941 und 1942 wurde die Fassade von dem italienischen Architekten Ricardo Buffa umgestaltet, der auch den Hauptaltar entwarf.
Die Kapuzinerkirche beherbergt mehrere wichtige historische und künstlerische Gegenstände aus der ursprünglichen Kirche von São Sebastião. Die wichtigsten stammen aus den Anfängen der Stadt: das steinerne Zeichen der Stadtgründung mit dem eingemeißelten portugiesischen Wappen, das Originalbild von São Sebastião aus der alten Kirche und der Grabstein von Estácio de Sá. Der Grabstein trägt das geschnitzte Wappen des Stifters und eine Gedenkinschrift. Die Inschrift weist darauf hin, dass es 1583 von Salvador Correia de Sá, dem Cousin von Estácio, in Auftrag gegeben wurde. Die Überführung der sterblichen Überreste des Gründers in die Kirche fand 1931 statt.

## Prozession
Ein wichtiges Volksereignis im Zusammenhang mit der Kirche ist die Prozession von São Sebastião am 20. Januar. Die Prozession verlässt die Kirche in Tijuca und zieht durch das Zentrum von Rio, vorbei an der Metropolitan-Kathedrale, bis sie den Praça do Russel im Stadtteil Glória erreicht, wo ein Theaterstück über das Leben des Heiligen aufgeführt wird.
Die Orgel wurde von dem Carioca-Organisten Antônio Silva eingeweiht.